# Johann Georg Hiedler
Johann Georg Hiedler (ochrzczony 28 lutego 1792 w Spitalu, Weitra, Austria, zm. 9 lutego 1857 tamże) – uznany przez nazistowskie Niemcy za oficjalnie przyjętego dziadka Adolfa Hitlera. To, czy Hiedler był biologicznym dziadkiem Hitlera ze strony ojca, jest kwestionowane przez współczesnych historyków.

## Życie
Hiedler urodził się jako syn Martina Hiedlera (1762–1829) i Anny Marii Göschl (1760–1854) w Spitalu – części miasta Weitry, w Austrii. Hiedler został ochrzczony 28 lutego 1792 r. Można założyć, że urodził się mniej więcej w tym czasie. Zarabiał na życie jako młynarz czeladnik. W 1824 r. ożenił się z pierwszą żoną, ale zmarła przy porodzie pięć miesięcy później.
Ożenił się z Marią Anną Schicklgruber w 1842 roku i został prawnym ojczymem jej nieślubnego pięcioletniego syna, Aloisa. Później twierdzono, że Johann Georg był ojcem Aloisa przed ślubem z Marią, chociaż Alois został uznany za nieślubnego na podstawie aktu urodzenia i dokumentów chrztu; twierdzenie, że Johann Georg był prawdziwym ojcem Aloisa, nie zostało postawione po ślubie Marii i Johanna Georga, a nawet nie za życia któregokolwiek z nich.
W 1877 r., dwadzieścia lat po śmierci Johanna Georga i prawie trzydzieści lat po śmierci Marii, Alois został prawnie ogłoszony synem Johanna Georga. W 1876 r. młodszy brat Johanna Georga, Johann Nepomuk Hiedler, postanowił zmienić nazwisko Aloisa na „Hitler” i zadeklarować Johanna Georga jako biologicznego ojca Aloisa. Johann Nepomuk zebrał trzech świadków (jego zięcia i dwóch innych), którzy zeznali przed notariuszem w Weitrze, że Johann Georg kilkakrotnie oświadczył w ich obecności, że jest faktycznym ojcem Aloisa i chciał uczynić Aloisa swoim prawowitym synem i spadkobiercą. Proboszcz w Doellersheim, gdzie znajdował się oryginalny akt urodzenia Aloisa, zmienił rejestr urodzenia. Alois miał wtedy trzydzieści dziewięć lat i był dobrze znany w społeczności jako Alois Schicklgruber.
W związku z tym Johann Georg Hiedler jest jedną z dwóch osób najczęściej cytowanych przez współczesnych historyków jako prawdopodobnie dziadek ojca Adolfa Hitlera. Drugim jest sam Johann Nepomuk Hiedler, młodszy brat Johanna Georga.
W latach 50. XX wieku twierdzono, że Żyd z Grazu o nazwisku Leopold Frankenberger był dziadkiem Adolfa Hitlera ze strony ojca, ale współcześni historycy obalili tę możliwość, ponieważ Żydzi zostali wydaleni z Grazu w XV wieku i nie mogli wrócić do lat 60. XIX wieku, kilkadziesiąt lat po urodzeniu się Aloisa.